# لیناردو لاو
لیناردو لاو (به پرتغالی: Leandro Rodrigues da Silva) مهاجم اهل برزیل است که در شهر سائوپائولو و در تاریخ ۳ دسامبر ۱۹۸۵ به دنیا آمده‌است.
لیناردو لاو در تیم‌های فوتبال Rio Preto سابقهٔ حضور دارد.